# Rifugio Eugenio Sella
Lo storico Rifugio Eugenio Sella , situato a 3.029 m s.l.m. è un rifugio delle Alpi Pennine situato nel Comune di Macugnaga, in Valle Anzasca, su uno splendido balcone naturale affacciato sulla mitica parete Est del Monte Rosa. 
L'idea di realizzare un Rifugio in quella posizione fu di Angelo Rizzetti, un alpinista valsesiano cui venne intitolato uno dei Corni di Faller, che per trovare sostegno economico all'opera, nel 1887 scrisse un articolo per la Rivista Mensile del CAI dal titolo "Considerazioni e proposte circa il Passo del Nuovo Weissthor". Il suo appello non cadde nel vuoto e subito la SEO di Domodossola stanziò la cifra di 100 Lire, cui seguì un'offerta di 500 Lire da parte del Rizzetti stesso. Successivamente il CAI di Varallo offrì a sua volta 500 Lire e 3.000 le offrì la Signora Paolina Fara, vedova del naturalista Eugenio Sella, cui il Rifugio venne dedicato. 
Essendo stato inaugurato il 29 Agosto 1891, Il Rifugio Eugenio Sella è uno dei rifugi più antichi del CAI. Costruito dalla Sezione CAI di Varallo e dalla SEO - Società Escursionisti Ossolani di Domodossola, è stato ingrandito nel 1910 e rifatto nel 1925. Nel 1950 il CAI Varallo rinunciò alla sua quota che cedette alla SEO, la quale divenne l'unica proprietaria. 
Per tanti anni il Rifugio ebbe una gestione stagionale e fu meta gettonatissima dalla comunità alpinistica ed escursionistica. Nel Dicembre 2018, dopo un decennio di abbandono ed inagibilità, la SEO CAI Domodossola (Presidente Paolo Pozzo) ha venduto il Rifugio Eugenio Sella alla Sezione CAI di Macugnaga (Presidente Flavio Violatto).
Grazie ai fondi ottenuti nel 2019 dal CAI Centrale (Presidente Vincenzo Torti, Vice Presidente Antonio Montani), dalla Banca Sella (Presidente Maurizio Sella) e da diversi privati ed Associazioni, il Rifugio Eugenio Sella, diventato Rifugio Non Custodito Eugenio Sella, è stato completamente ristrutturato nel Luglio 2020 da un pool di professionisti ed Aziende di Macugnaga e della Valle Anzasca, con progetto e direzione lavori effettuati dai tecnici dello Studio Pastore di Borgomanero (Ingegneri Pierluigi Pastore e Giulio Frassin). 

## Caratteristiche
Il Rifugio Non Custodito Eugenio Sella, un vero nido d'aquila affacciato sulla testata della Valle Anzasca, sul villaggio walser di Macugnaga e sulla Parete Est del Monte Rosa, è collocato ai bordi del Ghiacciaio di Roffel e sotto la Cima di Jazzi, che è raggiungibile attraversando il Passo del Nuovo Weissthor oggi detto Passo Jacchini. Le rocce circostanti sono state disgaggiate in occasione della ristrutturazione effettuata a partire dal 2020. Si raccomanda tuttavia di prestare attenzione alle scariche di sassi, che peraltro hanno sempre caratterizzato questa zona. È quindi consigliato l'utilizzo di DPI (casco omologato).
Non esiste cucina né camino, e di fatto il Rifugio sarà fruibile solo in assenza di neve. Chi voglia trascorrervi del tempo dovrà preoccuparsi di portare con sé il cibo e le bevande necessarie. Il Rifugio Non Custodito Eugenio Sella non è chiuso a chiave, quindi chi volesse utilizzarlo per soggiornare povrà farlo senza alcuna formalità. Nel 2022 il Rifugio è stato dotato di nuovi materassi e cuscini.
Nella previsione di una regolamentazione degli accessi, il Rifugio è stato dotato anche di un locale di emergenza sempre aperto, completo di servizi igienici con acqua corrente (non controllata), di illuminazione a led e prese USB.

## Accesso
L'accesso avviene normalmente dalla frazione Pecetto di Macugnaga. È possibile utilizzare la seggiovia che permette di raggiungere i quasi 2000 m del Belvedere, da lì si attraversa la morena e si sale al rifugio. In ogni caso si tratta di una ascensione impegnativa da effettuare solo se ben allenati ed acclimatati. 
È altresì raggiungibile salendo con la funivia del Monte Moro, e poi effettuando la Traversata dei Camosci (ascensione alpinistica da effettuare accompagnati da Guida Alpina).

## Ascensioni
- Cima di Jazzi - 3.808 m
- Strahlhorn - 4.190 m
- Weissthor - 3.636 m